# Darsena (Milano)
La Darsena è un bacino acqueo artificiale situato a Milano nei pressi di Porta Ticinese, che veniva utilizzato per l'ormeggio e il rimessaggio delle imbarcazioni che navigavano sui Navigli milanesi. Per tale motivo era lo snodo più importante per il traffico fluviale commerciale della città lombarda. La Darsena di Milano ha come immissario il Naviglio Grande, come emissario il Naviglio Pavese e come scolmatore il Cavo Ticinello. La Darsena misura, da un'estremità all'altra, 750 metri di lunghezza e 25 metri di larghezza; ha una superficie di 17.500 metri quadrati e una profondità di un metro e mezzo.
Originariamente la Darsena di Porta Ticinese serviva come zona di carico e scarico per le merci trasportate dalle imbarcazioni che transitavano per i Navigli milanesi: nel 1953 era al tredicesimo posto nella classifica dei porti nazionali italiani per ricevimento merci e al terzo per tonnellaggio, poi la sua funzione è cambiata, con la trasformazione da scalo merci a sito di interesse turistico. L'ultimo barcone che trasportava merci entrò in Darsena il 30 marzo 1979, ponendo fine alla secolare storia del trasporto commerciale lungo le vie d'acqua milanesi e all'ambiente portuale che vi gravitava intorno.
La Darsena fu voluta e realizzata nel 1603, come trasformazione in un vero e proprio porto del preesistente laghetto di Sant'Eustorgio, dal governatore spagnolo Pedro Enríquez de Acevedo conte di Fuentes. La Darsena fu costruita a ridosso delle mura spagnole di Milano, edificate dal 1548 al 1562 e poi demolite all'inizio del XX secolo, assecondandone il perimetro del vertice sudoccidentale, da cui la caratteristica forma allungata e ricurva del bacino acqueo.
Un tempo Milano aveva altre due "darsene", il laghetto di San Marco, che è stato interrato tra il 1929 e il 1930 contestualmente agli analoghi lavori di chiusura della Cerchia dei Navigli, e il laghetto di Santo Stefano, che venne interrato nel 1857 per motivi di igiene pubblica.

## Storia

### Le premesse: il porto fluviale lungo il Seveso
Davanti alle mura romane di Milano tra le moderne via del Bottonuto e via San Clemente si estendeva una banchina portuale affacciata ad un laghetto che consentiva l'attracco di piccole imbarcazioni in corrispondenza della moderna via Larga, lungo la quale scorreva il fiume Seveso. Il laghetto, conosciuto come "porto fluviale romano di Milano", aveva banchine larghe 2,5 metri ed era in grado di far attraccare piccole imbarcazioni. Venne in seguito prosciugato e al suo posto fu realizzata una fossa di scolo delle acque di scarico e dei rifiuti, chiamata butinucum, che diede poi il nome al quartiere Bottonuto.

### Il laghetto di Sant'Eustorgio

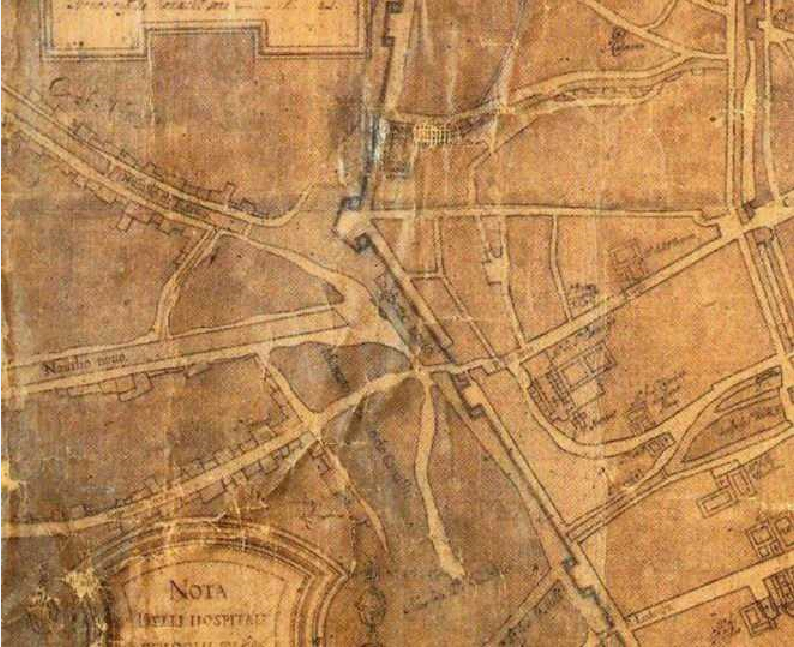
Al centro della mappa, il laghetto di Sant'Eustorgio (qui chiamato laghetto vecchio), specchio d'acqua situato lungo il fossato delle mura spagnole di Milano che fu il precursore della Darsena

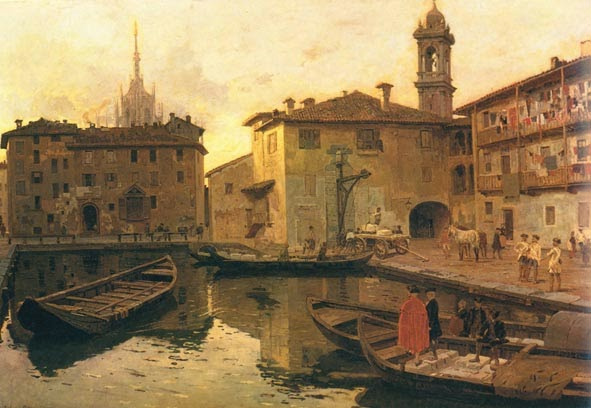
Il laghetto di Santo Stefano a Milano su un dipinto del XIX secolo

La Darsena è situata nella zona dove prima esisteva il laghetto di Sant'Eustorgio, bacino acqueo artificiale realizzato in epoca medievale (sicuramente prima del 1211) che si trovava all'incirca tra l'omonima basilica e i caselli daziari di piazza XXIV Maggio (che vennero realizzati in seguito), nei pressi di Porta Ticinese (anch'essa realizzata in seguito, nel 1801). La Darsena nacque quindi come ampliamento del laghetto di Sant'Eustorgio: i due specchi d'acqua erano infatti situati all'incirca nello stesso luogo.
Come la Darsena, il laghetto di Sant'Eustorgio era collegato al fossato delle mura spagnole di Milano, riceveva le acque del Naviglio Grande e come emissario aveva il Cavo Ticinello, che ancora oggi è lo scolmatore della Darsena. Durante i lavori di riqualificazione della Darsena, che sono stati effettuati in vista dell'Expo 2015, tenutosi a Milano dal 1º maggio al 31 ottobre 2015, sono venuti alla luce i resti del ponte medievale in corrispondenza del quale il Cavo Ticinello usciva dal laghetto di Sant'Eustorgio: questi ritrovamenti archeologici, essendo al livello del moderno piano stradale, sono visibili al pubblico da piazza XXIV Maggio.
Un tempo Milano aveva altre due "darsene", il laghetto di San Marco e il laghetto di Santo Stefano. Il primo è stato realizzato nel 1469 per consentire al traffico fluviale proveniente dal Naviglio della Martesana di scaricare le merci evitando di immettersi nella Cerchia dei Navigli, percorso aggiuntivo che era necessario a quelle imbarcazioni provenienti da nord che volevano giungere al laghetto di Sant'Eustorgio. Il laghetto di San Marco fu interrato tra il 1929 e il 1930 contestualmente agli analoghi lavori di chiusura della Cerchia dei Navigli.

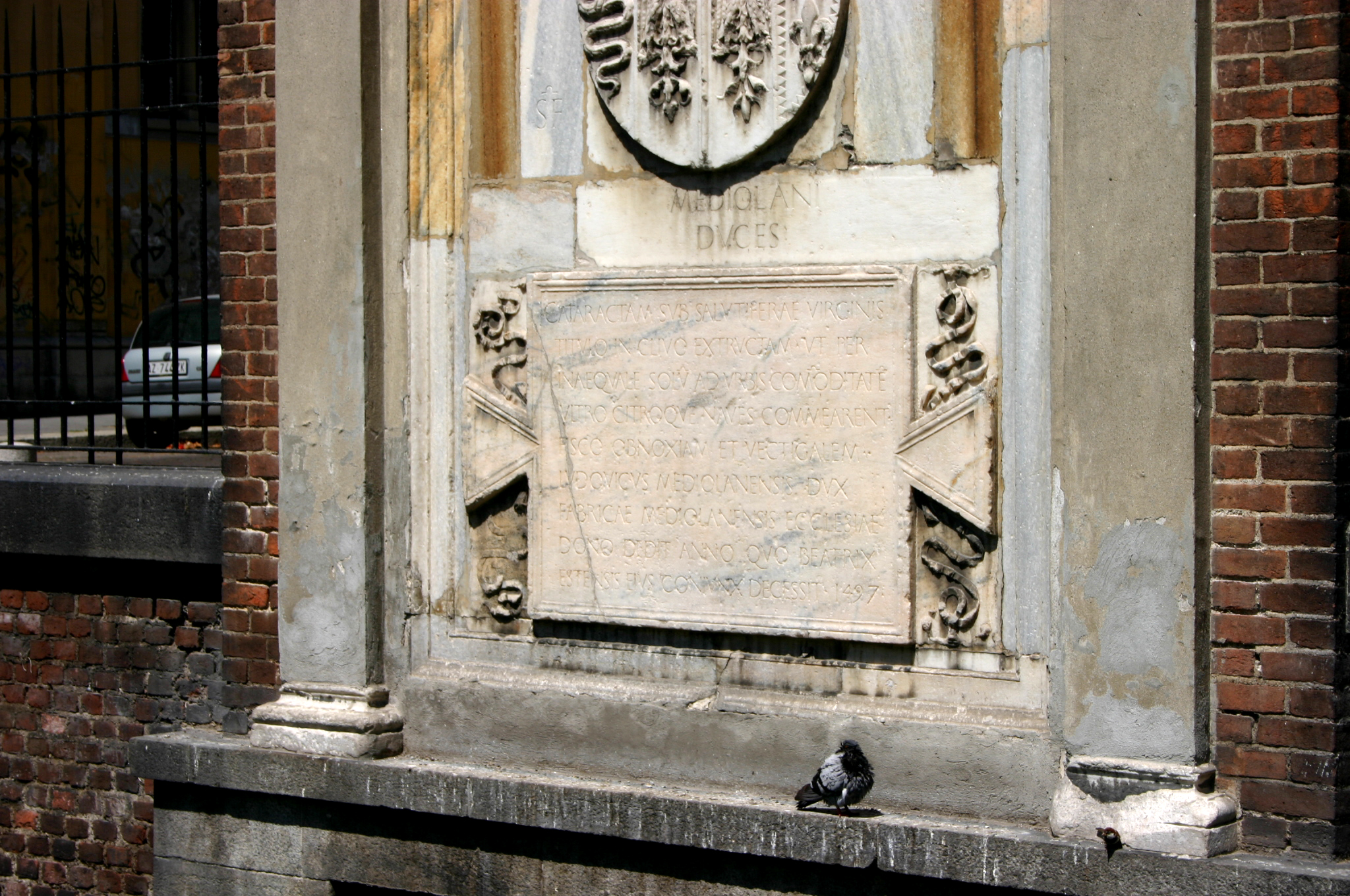
Particolare del decreto ducale posto sull'edicola presente in una delle estremità della Conca di Viarenna che garantiva l'esenzione dal dazio alle imbarcazioni che trasportavano i marmi che servivano per la costruzione del Duomo di Milano

Il laghetto di Santo Stefano era un piccolo bacino d'approdo, entrato in funzione nel 1391 a servizio dei barconi che trasportavano il marmo di Candoglia per il cantiere del Duomo di Milano. Queste imbarcazioni, che provenivano dal Lago Maggiore, dove si trovavano le cave di questo materiale da costruzione, imboccavano poi il fiume Ticino, il Naviglio Grande, il laghetto di Sant'Eustorgio, il Naviglio Vallone, la Cerchia dei Navigli e infine attraccavano al laghetto di Santo Stefano, che si trovava nei pressi del cantiere del Duomo. Il laghetto venne interrato nel 1857 per motivi di igiene pubblica. Le sue acque stagnanti portavano infatti cattivi odori e zanzare intorno all'Ospedale Maggiore di Milano, che sorgeva proprio al suo fianco.
Le imbarcazioni destinate al cantiere del Duomo, a differenza di tutte le altre che percorrevano i Navigli milanesi, riportavano la scritta Auf (lat. Ad usum fabricae, ovvero "ad uso della fabbrica", cioè destinato alla Veneranda Fabbrica del Duomo di Milano), scritta che permetteva l'esenzione dai dazi. Da "AUF" è derivato il modo di dire "a ufo", che significa "gratis", "senza pagare". A una delle estremità della Conca di Viarenna è stata ricollocata un'edicola, originariamente situata su uno dei suoi lati, che riporta il decreto ducale del 1497 inciso su una lapide di marmo di Candoglia che esentava dal pedaggio e dal dazio, con la formula Auf, i barconi destinati al trasporto dei materiali per la costruzione del Duomo.
Il laghetto di Sant'Eustorgio, che era più antico di quello di Santo Stefano, venne costruito prima del 1211, anno dopo il quale iniziò ad accogliere le acque del Naviglio Grande, che proprio nel 1211 fu completato con il suo prolungamento fino a Milano. Per tale motivo il laghetto di Sant'Eustorgio era anche chiamato laghetto vecchio, mentre laghetto di Santo Stefano era denominato anche laghetto nuovo. In origine il laghetto di Sant'Eustorgio riceveva le acque della Vettabbia, poi quest'ultima diventò la destinazione finale del Cavo Ticinello, ovvero dello scolmatore del laghetto di Sant'Eustorgio e, in seguito, della Darsena.

### La costruzione della Darsena
La Darsena fu voluta e realizzata nel 1603, come trasformazione in un vero e proprio porto del laghetto di Sant'Eustorgio, dal governatore spagnolo Pedro Enríquez de Acevedo conte di Fuentes. Era addossata alle mura spagnole di Milano, costruite dal 1548 al 1562 per sostituire le mura medievali di Milano, ormai diventate obsolete per l'invenzione della polvere da sparo, e poi demolite all'inizio del XX secolo. La Darsena ne assecondava il perimetro del vertice sudoccidentale, da cui la caratteristica forma allungata e ricurva del bacino acqueo. Le fondamenta delle mura spagnole sono state rinvenute nel 2015 durante i lavori di ristrutturazione della Darsena, e incorporate nei nuovi argini
Al di sotto delle mura spagnole esisteva un varco che consentiva al Naviglio Vallone, canale che ha rappresentato per secoli un altro immissario della Darsena, di sottopassare i muraglioni difensivi. Il Naviglio Vallone proveniva dalla Cerchia dei Navigli: entrambi vennero interrati tra il 1929 e il 1930. Oltre a essere il porto della città, la Darsena era un tempo uno snodo idrico di grande importanza: oltre a captare le acque del Naviglio Grande, riceveva anche quelle dell'Olona e la portata idrica che si immetteva dalla Cerchia dei Navigli tramite il già citato Naviglio Vallone, mentre cedeva le acque alla Vettabbia (grazie al Cavo Ticinello, che correva oltre Porta Ticinese lungo le mura spagnole prima di piegare a sud) e al Naviglio Pavese.
L'Olona si immetteva nella Darsena fin dalla sua costruzione, nel 1603, con l'obiettivo di mantenervi costante il livello dell'acqua. Prima di sfociare in Darsena l'Olona scaricava le sue acque nel fossato delle mura medievali di Milano con lo scopo di rifornirlo d'acqua. Prima ancora, il epoca romana, il fiume terminava il suo percorso nel fossato delle mura romane di Milano con il medesimo obiettivo. In origine il fiume, giunto a Lucernate, frazione di Rho, correva lungo il suo alveo naturale verso sud attraversando la moderna Settimo Milanese e passando a diversi chilometri da Milano per poi percorrere l'alveo del moderno Olona inferiore o meridionale e sfociare nel Po a San Zenone.
Oltre che per aumentare la portata della Vettabbia, l'Olona fu deviato dagli antichi Romani verso Milano anche per un altro motivo: avere un corso d'acqua che costeggiasse interamente la via Severiana Augusta, antica strada romana che congiungeva Mediolanum (nome latino di Milano) con il Verbannus Lacus (il Lago Verbano, ovvero il Lago Maggiore). Gli antichi Romani reputarono fondamentale avere una via d'acqua che costeggiasse la via Severiana Augusta per dare un cospicuo incremento ai commerci lungo questa strada, soprattutto considerando il maggiore carico trasportabile sui barconi fluviali rispetto al semplice trasporto terrestre. L'opera di deviazione dell'Olona verso Mediolanum venne realizzata in concomitanza alla costruzione della via Severiana Augusta, ovvero nei primi anni dell'Era volgare, cioè tra la fine dell'era repubblicana e i primi decenni dell'età imperiale romana. Parte del tracciato della via Severiana Augusta, che venne utilizzato anche nel Medioevo e nei secoli seguenti, fu poi ripreso da Napoleone Bonaparte per realizzare la strada statale del Sempione.
Fino al 1704 l'Olona presentava un solo braccio terminale verso la Darsena, mentre su una mappa del 1722 è riportato che l'Olona si biforcava in due rami pressoché paralleli che si riunivano prima di entrare in Darsena: l'Olona Nuova, cioè quello settentrionale che più tardi si chiamerà roggia Molinara, e l'Olona Vecchia, ovvero quello meridionale. La roggia Molinara fu poi interrata alla fine del XIX secolo prima della canalizzazione del fiume.
La presa del Cavo Ticinello esiste ancora oggi nel punto più orientale della Darsena, mentre l'Olona da decenni non vi immette più le sue acque sia per rischio idrogeologico (il suo vecchio alveo coperto da tempo non era più sicuro) sia per scongiurare il pericolo di inquinamento. Come ultimo canale legato alla Darsena fu realizzato il Naviglio Pavese, che venne completato nel 1819 e che da allora è il suo emissario principale.
Il Naviglio Pavese fu inaugurato dagli austriaci. Il suo primo tratto venne costruito dal governo spagnolo a partire dall'anno 1600 al 1646, con i lavori che si interruppero più volte, e poi dal governo napoleonico dal 1802 al 1814, che prolungarono l'opera senza però giungere alla conclusione dei lavori. L'ultimo tratto del Naviglio verso Pavia, destinazione finale del canale, fu completato dagli austriaci, che inaugurarono la via d'acqua nel 1819.
Gli spagnoli, convinti di riuscire a completare il Naviglio in breve tempo, nel 1601 realizzarono un trofeo, ovvero un monumento commemorativo dell'opera, sul ponte da cui iniziava l'erigendo Naviglio Pavese. Gli spagnoli non riuscirono a terminare il Naviglio Pavese ma il trofeo, che prese il nome di Trofeo Fuentes, rimase in quel luogo fino al 1872 dando la denominazione al ponte su cui sorgeva, che è conosciuto ancora oggi con il nome di ponte del Trofeo. Il Trofeo Fuentes prende a sua volta il nome dal conte di Fuentes, il realizzatore della Darsena, che volle questo monumento perché convinto di poter portare a termine anche l'altro suo progetto, quello della costruzione del Naviglio Pavese. Il ponte che si trova invece sul punto di ingresso in Darsena del Naviglio Grande è denominato ponte dello Scodellino perché un tempo, nelle sue vicinanze, era presente un'osteria dove i barcaioli dei comballi solevano ristorarsi con una scodella di minestra.
La Darsena misura, da un'estremità all'altra, dopo le modifiche apportate nei secoli, 750 metri di lunghezza e 25 metri di larghezza; ha una superficie di 17.500 metri quadrati e una profondità di un metro e mezzo.

### Dal XVII al XIX secolo

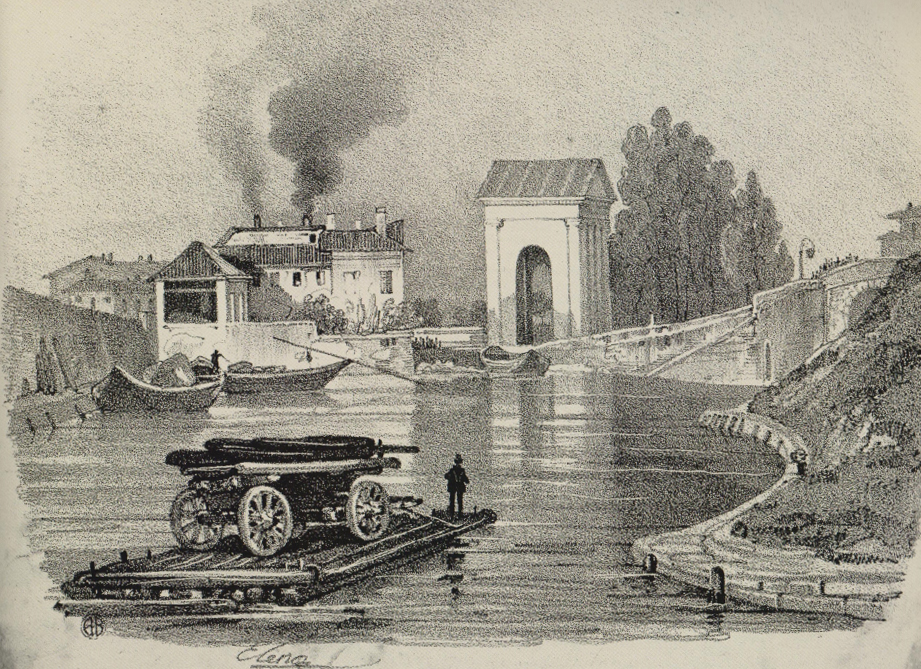
La Darsena di Milano nella prima parte del XIX secolo

Con la trasformazione del laghetto di Sant'Eustorgio in Darsena, quindi in un porto vero e proprio, l'importanza della zona circostante crebbe consistentemente diventando uno dei punti di riferimento dei milanesi. Molti di essi alla Darsena trovarono un impiego nell'ambiente portuale che si era creato, negli esercizi commerciali che progressivamente nacquero nell'area e nell'attività di pesca, che era fiorente grazie al costante apporto di pesci provenienti dai Navigli milanesi.
In questo contesto si insediò, nella futura piazza XXIV Maggio, uno dei mercati più importanti di Milano, tant'è che quest'ultima, un tempo, si chiamava "piazza del Mercato". Il mercato delle bestie da macello e dei cavalli, questo il suo nome, continuò a essere uno dei punti nevralgici del commercio milanese fino al XX secolo.
I traffici provenienti da fuori città, compresi quelli destinati al mercato, dovevano pagare un dazio, che era versato ai caselli adiacenti a Porta Ticinese. Di conseguenza si creò anche del malaffare, con gente comune e commercianti che tentavano di introdurre a Milano la merce senza pagare il dazio. Ciò causava la presenza di un cospicuo quantitativo di merce di contrabbando. Le persone che tentavano di frodare le autorità erano conosciute, in dialetto milanese, come sfrosador, da cui "sfroso", termine della lingua italiana che significa "contrabbando".
Tutte queste attività illecite avevano base negli edifici situati nei pressi della Darsena, in particolar modo in quelli che sorgevano alla confluenza del Naviglio Grande e all'incile del Naviglio Pavese, che erano fuori dalle mura spagnole, quindi più lontani dal dazio e dai controlli. La strada dove era più comune trovare le attività di contrabbando era via San Gottardo, ovvero la strada esterna alle mura spagnole che era situata in dirimpetto a Porta Ticinese: da essa fluiva infatti tutto il traffico, di persone e merci, che transitava da questa porta di Milano.
Nelle zone adiacenti alla Darsena erano comuni i magazzini di stoccaggio delle merci (sia lecite che illecite), le botteghe degli artigiani e le casere, ovvero i locali dove si produceva il formaggio. Tutte queste attività erano sparse nelle corti lombarde a ringhiera della zona, soprattutto fuori dalle mura spagnole.
Per secoli cronache, pitture, incisioni, e più tardi la fotografia, hanno raccontato il via vai dei barconi in Darsena, complice il progressivo aumento del traffico fluviale dal XVIII e XIX secolo che rese sempre più importante, sia per Milano che per i porti che con essa commerciavano, la Darsena di Porta Ticinese. Per i tempi più antichi non abbiamo però statistiche precise sui movimenti dei natanti, sulla qualità e quantità delle merci in entrata e in uscita dalla Darsena.
Solo nel XIX secolo si cominciarono a pubblicare dati precisi sui movimenti portuali: si sa che attorno alla metà del XIX secolo i natanti che entravano e uscivano dalla Darsena erano più di ottomila all'anno, di cui circa duemila provenienti dal Naviglio Pavese (1.903 imbarcazioni nel 1842 e 2.163 nel 1843). La Darsena convogliava merci da tutto il bacino del Po e, via Venezia, dall'oltremare. Nel complesso il traffico annuo medio che è passato dalla Darsena nel XIX secolo è stato pari a circa 350.000 tonnellate di merci scambiate.
Degna di nota, alla fine del XIX secolo, fu la fondazione di due società sportive dedite al canottaggio che esistono ancora oggi: la Canottieri Milano e la Canottieri Olona. Entrambe avevano originariamente sede nei pressi della Darsena: la Canottieri Olona nell'adiacente piazza XXIV Maggio, mentre la Canottieri Milano in corrispondenza della foce dell'Olona in Darsena.

### XX secolo

La Darsena di Milano affiancata, sulla destra, dalle mura spagnole in un'immagine del 1910

Le fortune della Darsena continuarono anche nel XX secolo: le sponde dei Navigli si industrializzarono, e gli stabilimenti sorti nei loro pressi si approvvigionavano di materie prime e spedivano i loro manufatti attraverso le vie d'acqua lombarde, di cui la Darsena rappresentava il più rilevante porto di attracco. Tra le più importanti aziende che sfruttavano i Navigli per i loro commerci ci furono la Richard-Ginori, le Cartiere Burgo di Corsico, la Molini Certosa e le Cartiere Binda sul Naviglio Pavese. Le Cartiere Burgo spedivano, dallo stabilimento di Corsico, le grandi bobine di carta per la stampa del Corriere della Sera al laghetto di San Marco: ciò fu possibile fino al suo interramento che avvenne, come già accennato, tra il 1929 e il 1930 (proprio un barcone che trasportava carta per il Corriere della Sera fu l'ultimo ad approdare a San Marco).
Come conseguenza all'industrializzazione, il traffico fluviale lungo i Navigli milanesi aumentò considerevolmente. La Darsena, in particolare, accrebbe la sua importanza fino a diventare, all'inizio del XX secolo, il terzo porto italiano per merci transitate. Le merci che passavano dalla Darsena erano pietre per edilizia, sabbia, ghiaia, legname ecc., nonché prodotti agricoli e industriali. Anche l'ambiente che si era creato da secoli intorno alla Darsena, piuttosto chiassoso per il via vai di merci e persone, e odoroso per il cibo venduto per strada e per il fetore che a volte l'acqua del bacino artificiale emanava a causa degli scarichi, non ha aveva nulla di diverso rispetto a quello degli altri porti italiani.
Molti milanesi e numerosi forestieri lavoravano in Darsena. I sostrari (ovvero i proprietari dei magazzini che si trovavano nei pressi della Darsena), i barcaioli, i facchini e i carrettieri che avevano trovato un impiego in Darsena, oppure in una delle attività che gravitava attorno ad essa, dimoravano perlopiù nelle case situate nei quartiere adiacenti al porto, spesso in piccoli locali che si trovavano nelle case di ringhiera della zona. Era in particolare la categoria dei facchini quella storicamente più radicata. Tradizionalmente erano originari della Valle di Blenio, nel Canton Ticino, e la loro presenza è attestata a Milano sin dal XVI secolo, quando in luogo della Darsena era presente il laghetto di Sant'Eustorgio. Originariamente le loro abitazioni erano concentrate in via Manzoni, poi si accentrarono in via della Palla.
Nel 1919, nell'ambito della complessa revisione idrofognaria di Milano, si iniziarono a costruire i canali dell'attuale percorso dell'Olona, che prevedeva la deviazione di parte delle sue acque nel Lambro Meridionale passando per la circonvallazione esterna. Fu però mantenuta la diramazione che sfociava nella Darsena. La deviazione verso quest'ultima avveniva in piazza Tripoli: qui c'era una chiusa che deviava il fiume per via Roncaglia, dando inizio a quello che fu chiamato il ramo Darsena. Nei due periodi di asciutta annuale dei Navigli, la chiusa era manovrata in modo tale da chiudere completamente il ramo Darsena facendo sfociare l'intera portata delle acque dell'Olona nel Lambro Meridionale.
Il nuovo percorso canalizzato dell'Olona, che pure era previsto dal Piano Beruto del 1884, non entrò in funzione se non agli inizi degli anni trenta del XX secolo. Con il passare degli anni, e con l'aumentare dell'inquinamento del fiume, la chiusa di piazza Tripoli non venne manovrata soltanto per deviare il flusso delle acque durante le asciutte dei Navigli: dapprima ridusse notevolmente la portata del ramo Darsena e, alla fine degli anni ottanta del XX secolo, l'azzerò per "rischio idrogeologico e pericolo di inquinamento" della Darsena e delle acque che ne uscivano a scopo irriguo o di navigazione.

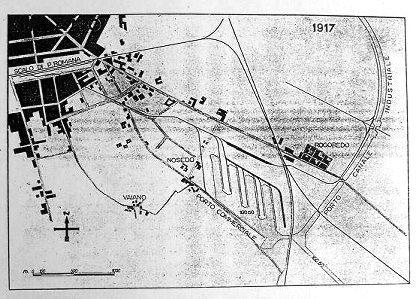
Il progetto "Porto di Mare", redatto nel 1917

Con la demolizione delle mura spagnole di Milano, che avvenne negli anni trenta del XX secolo, la Darsena fu ampliata verso nord. La Darsena fu fondamentale per la cospicua crescita economica che conobbe Milano negli anni precedenti alla prima guerra mondiale e nei decenni successivi alla fine dell'ostilità. Nel 1936, a dispetto del già avvenuto interramento della Cerchia dei Navigli, che limitò il traffico fluviale all'interno dei Navigli milanesi, il numero di barconi che transitavano nella Darsena era pari a circa 70 al giorno. Questi numeri facevano superare alla Darsena scali come il porto di Bari, il porto di Brindisi e il porto di Messina. A differenza delle imbarcazioni che solcavano i mari degli altri porti italiani, i barconi che transitavano nella Darsena avevano dimensioni minori, data la più bassa profondità dei Navigli milanesi, che limitava il pescaggio dei natanti.
Quando, nei primi decenni XX secolo, si cominciò a parlare di interrare la Cerchia dei Navigli, ovvero la cosiddetta fossa interna, anche i più convinti sostenitori della navigazione sui canali interni si trovarono in difficoltà: infatti, i mancati ammodernamenti dell'ultimo secolo avevano reso il sistema navigabile ormai obsoleto, con canali stretti e inadatti alla navigazione a motore; vi erano difficoltà nel movimentare le merci e il collegamento con il Po era reso complicato e macchinoso dalle dodici conche da superare lungo il Naviglio Pavese.

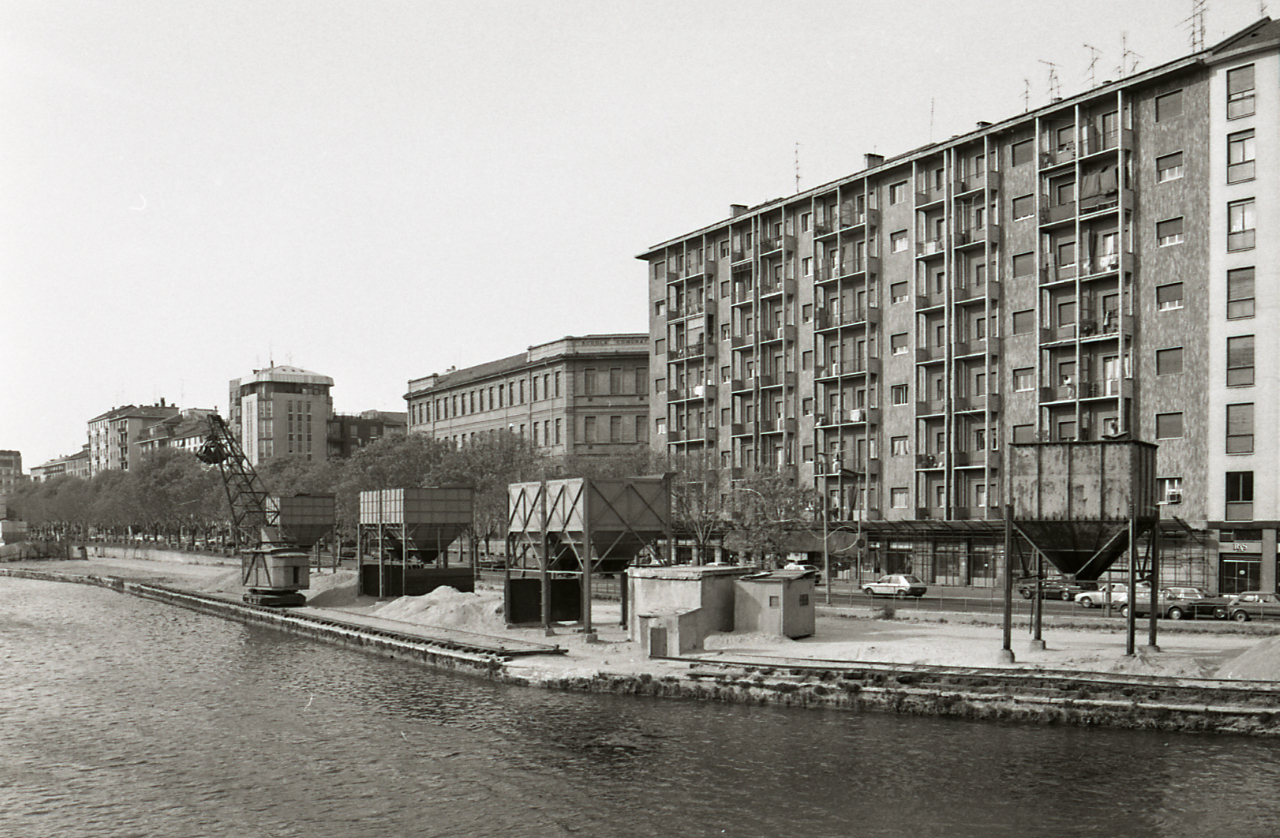
Mucchi di sabbia lungo le sponde della Darsena in una foto di Paolo Monti del 1980

Il Genio Civile presentò, nel 1907, un progetto che prevedeva la realizzazione di un nuovo porto che sostituisse la Darsena a Rogoredo, a sud di Porta Romana, punto naturale di convergenza delle acque che colano dalla città, che sarebbe stato collegato a un nuovo canale che avrebbe attraversato la Lombardia, il canale Milano-Cremona-Po; il progetto fu approvato nel 1917, l'anno dopo si costituì l'azienda portuale e in quello successivo cominciarono i lavori con lo scavo del bacino portuale, che fu chiamato Porto di Mare, e dei canali verso Cremona per 20 chilometri circa.
Nel 1922 i lavori a Rogoredo furono sospesi, e mai più ripresi, perché l'acqua di falda aveva riempito naturalmente lo scavo e i pescatori se ne erano appropriati. A Rogoredo, in luogo dell'area portuale, è sorto poi un quartiere di Milano, "Porto di Mare". Il progetto del canale Milano-Cremona-Po non è stato abbandonato dalla regione Lombardia, tant'è che periodicamente ci sono proposte per riprendere i lavori e completare l'opera, che è stata in parte realizzata per 16 chilometri su un totale di 65, durante gli anni settanta del XX secolo, dal Po a Pizzighettone.
Negli anni precedenti alla seconda guerra mondiale, e durante il conflitto, i Navigli, soprattutto quello Grande, registrarono un ulteriore incremento dei traffici. Fino al 1941 furono l'autarchia e la penuria di carburanti a spostare parte del traffico stradale sui Navigli, poi fu l'aviazione degli Alleati della seconda guerra mondiale a spingere ulteriormente il trasporto delle merci verso i fiumi e i canali per via dei bombardamenti strategici operati sulle vie di comunicazione terrestri. Ciò portò la Darsena, durante la seconda guerra mondiale, ad arrivare a un traffico annuo di 500.000 tonnellate di merci scambiate.
Anche gli anni che seguirono la fine del conflitto videro i Navigli funzionare con grande vitalità: nel 1953 la Darsena di Porta Ticinese fu al tredicesimo posto nella classifica dei porti nazionali per ricevimento merci e al terzo per tonnellaggio. È un dato che va comunque interpretato: furono gli anni della frenetica ricostruzione postbellica e i barconi trasportavano soprattutto sabbia, fondamentale nell'edilizia, che aveva un cospicuo peso sul tonnellaggio sbarcato in Darsena.

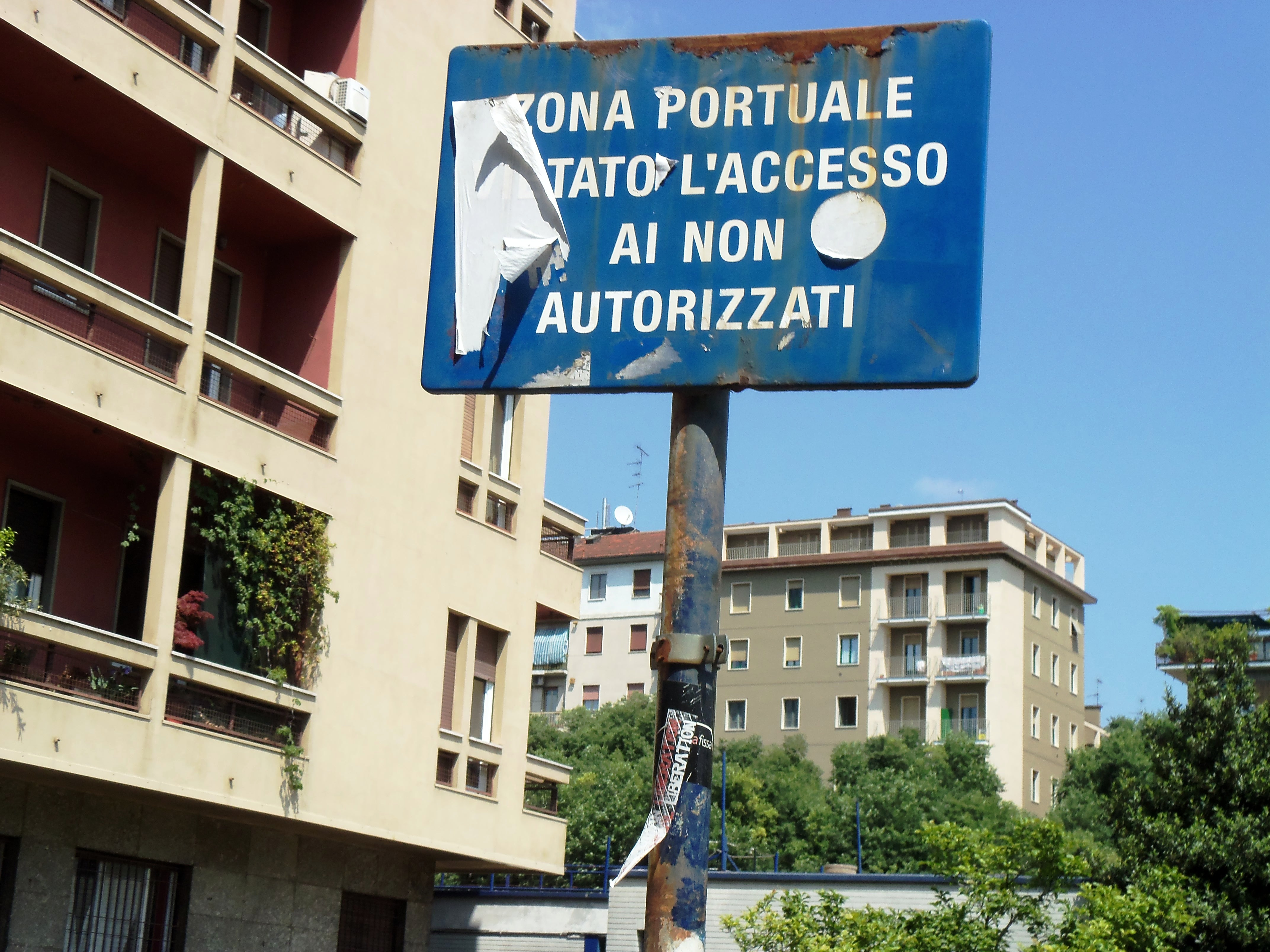
Un cartello risalente all'epoca in cui la Darsena era il porto di Milano

Fu costruita una lunga sequela di silo per la sabbia, che era scaricata da gru a benna direttamente sulla sponda della Darsena su dune che si alzavano fino ai secondi piani delle case che le fronteggiavano sull'altro lato della strada: erano i "sabbioni", che diventarono un luogo e un aspetto caratteristico della città. All'estremità nordorientale della Darsena era presente una grande spianata dove si incolonnano gli autocarri in attesa, e non era raro scorgervi in sosta automobili con targa "MM" (Marina Militare). Nel vecchio casello di Porta Genova, che oggi ospita un ristorante, aveva sede un ufficio della Marina Militare con funzioni di sorveglianza e capitaneria di porto.
Con il passare dei decenni il traffico fluviale nei Navigli milanesi diminuì costantemente. La causa principale fu la progressiva costruzione della rete stradale italiana, da cui conseguì la convenienza, sia economica che relativa ai tempi di consegna delle merci, del trasporto su gomma e su ferrovia rispetto a quello fluviale.
Questa tendenza portò all'arresto definitivo del trasporto fluviale lungo i Navigli milanesi: l'ultimo barcone, che nell'occasione trasportava 120 tonnellate di sabbia (equivalente a 20 autocarri), entrò in Darsena venerdì 30 marzo 1979 alle ore 14, ponendo termine alla secolare storia del trasporto merci lungo le vie d'acqua milanesi. Questo barcone aveva lo scafo metallico, era lungo 38 metri e largo cinque, portava la matricola 6L-6043 ed era partito alle 6 del mattino da Castelletto di Cuggiono per poi percorrere il Naviglio Grande fino alla Darsena. Con la fine del traffico fluviale lungo i Navigli lombardi, scomparve anche l'ambiente portuale che caratterizzò per secoli questa zona di Milano. La Darsena si è poi trasformata in luogo di interesse turistico.

### XXI secolo

#### Gli scavi archeologici
Nel settembre 2004 il comune di Milano ha concesso l'area della Darsena (l'intera porzione a ovest del Naviglio Grande) a un'impresa che avrebbe dovuto realizzare nei suoi pressi un garage-parcheggio sotterraneo. All'inizio degli scavi sono emersi reperti che hanno richiesto l'intervento della soprintendenza e l'arresto dei lavori: si tratta delle fondazioni delle mura spagnole di Milano e di una piattaforma lignea che è stata attribuita alla pavimentazione dell'originale Conca di Viarenna, quella realizzata nel 1438, successivamente demolita durante i lavori di costruzione delle mura spagnole e infine ricostruita tra il 1551 e il 1558.
In mancanza di idonee tecniche di recupero e di notizie più precise, i reperti sono stati reinterrati nelle condizioni di ritrovamento a scopo conservativo e il comune di Milano ha annullato la delibera relativa alla costruzione del parcheggio: dopo una complessa causa è rientrato in possesso dell'area nell'aprile 2010. Questi rinvenimenti all'interno del perimetro della Darsena hanno messo parzialmente in discussione le modalità con cui il conte di Fuentes fece realizzare il bacino acqueo.
A maggio 2011, a cantieri chiusi, è stata sistemata la parte nordoccidentale con il vecchio sbocco dell'Olona e la zona della direzione portuale, poi è stato innalzato un terrapieno che isolava questo bacino dal resto della Darsena tagliandola da sponda a sponda; una tubazione riversava le acque dell'eventuale troppo pieno. Il terrapieno era percorso da una strada pedonale che proseguiva sulla sponda meridionale fino all'ingresso del Naviglio Grande. Cieca per il resto, era collegata con il piano stradale da una vecchia scala di servizio.
Tutta la sponda opposta, quella settentrionale lungo viale Gabriele D'Annunzio, era rimasta cintata e inaccessibile: qui sono state portate alla luce le fondazioni delle mura spagnole (gli ex Bastioni) con il varco grazie al quale il Naviglio Vallone le sottopassava (varco chiamato, in dialetto milanese, Tombon de Viarenna) consentendo ai natanti di raggiungere la Cerchia dei Navigli, mentre furono reinterrati, come già accennato, i reperti lignei. Il tutto era coperto dalle banchine dove, dai barconi, veniva scaricata la sabbia.

#### La riapertura
Il 26 aprile 2015 la Darsena è stata riaperta al pubblico dopo importanti lavori di ristrutturazione che sono durati diciotto mesi. I lavori hanno coinvolto il bacino d'acqua e le sue sponde, con il ripristino dei dispositivi di attracco e di ormeggio. Questa ristrutturazione è stata realizzata in vista dell'Expo 2015, che si è tenuto a Milano dal 1º maggio al 31 ottobre 2015. Contestualmente, sono state fatte modifiche alla viabilità intorno alla Darsena: la strada che scorre lungo la sua sponda meridionale è stata limitata a tram e pedoni. Anche la vicina piazza XXIV Maggio è stata coinvolta in questo progetto di rifacimento dell'arredo urbano, visto che è stato esteso lo spazio pedonale verso il nuovo mercato comunale coperto: quest'ultimo, in particolare, è situato nei pressi del luogo dove un tempo era presente il già citato mercato delle bestie da macello e dei cavalli.
La Darsena moderna ha come immissario il Naviglio Grande, come emissario il Naviglio Pavese e come scolmatore il Cavo Ticinello. Quest'ultimo percorre il suo alveo sotto il manto stradale di piazza XXIV Maggio per poi confluire più a est nella Vettabbia.